# Przebudzenie przy Azusa Street
Przebudzenie przy Azusa Street – wydarzenie duchowe w historii pentekostalizmu, które zapoczątkowało szybki rozwój ruchu zielonoświątkowego. Miało miejsce 9 kwietnia 1906 roku na spotkaniu modlitewnym u Państwa Lee przy ulicy Azusa Street 312 w Los Angeles. Jego niezwykłość polegała na tym, że pierwszy raz biali i czarni amerykańscy chrześcijanie nie zważając na  różnice rasowe mogli modlić się razem.

## Historia
Misja przy Azusa Street 312 w Los Angeles rozpoczęła działalność w 1906 pod kierownictwem wywodzącego się z ruchu uświęceniowego czarnoskórego kaznodziei Williama Josepha Seymoura. Od początku cieszyła się wielkim powodzeniem i przyciągała uwagę opinii publicznej nie tylko w USA, ale również w Europie.
Podczas spotkań, które odbywały się 3 razy dziennie tysiące ludzi doświadczały chrztu w Duchu Świętym a duże poruszenie wywoływały manifestacje darów Ducha Świętego przejawiające się poprzez liczne uzdrowienia, cuda, proroctwa, mówienie w innych językach. Niezwykłą atrakcją duchową dla wielu poszukujących chrześcijan stało się połączenie opartego na indywidualnym doskonaleniu w wierze anglosaskiego ruchu przebudzeniowego z afroamerykańskimi żywiołowymi pieśniami, tańcem, oklaskami i okrzykami, co w efekcie dało początek specyficznej duchowości zielonoświątkowców i zapoczątkowało proces tworzenia się nowej wspólnoty. Z tego powodu większość historyków właśnie rok 1906 uznaje za początek współczesnego pentekostalizmu.